# 者燕不花
者燕不花，元朝军事人物，阿速人，捏古剌的曾孙，阿塔赤的孙子，教化的儿子。    
元仁宗时，者燕不花为速古儿赤。元英宗时为进酒宝儿赤。天历元年（1328年），至河南迎接图帖睦尔即位为元文宗，文宗赐他白金、彩段，命为温都赤。九月，往居庸关抵御上都军，路上遇到两个军士，对探马赤诸军说：“现在北兵将至，应该避避。”者燕不花怕他动摇众心，于是拔佩刀将其斩杀。授为兵部郎中。招集阿速军四百余人。十月，进升为兵部尚书，授双珠虎符，领军六百人到通州迎敌。丞相燕帖木儿至檀子山，与秃满迭儿交战，将其打败。者燕不花改任大司农丞。